# Чемпіонат Європи з художньої гімнастики 1997
Чемпіонат Європи з художньої гімнастики 1997 пройшов з 23 по 25 травня в місті Патри, Греція.

## Медалісти
| Дисципліна         | Золото                      | Срібло                                                                                   | Бронза                      |
| Особиста першість  | Особиста першість           | Особиста першість                                                                        | Особиста першість           |
| ------------------ | --------------------------- | ---------------------------------------------------------------------------------------- | --------------------------- |
| Абсолютна першість | Олена Вітриченко (UKR)      | Тетяна Огризко (BLR)                                                                     | Катерина Серебрянська (UKR) |
| Вправа з обручем   | Олена Вітриченко (UKR)      | Тетяна Огризко (BLR) Марія Пангалу (GRE)                                                 | Ніхто не нагороджено        |
| Вправа з булавами  | Наталія Ліпковська (RUS)    | Катерина Серебрянська (UKR) Яніна Батиршина (RUS) Тетяна Огризко (BLR)                   | Ніхто не нагороджено        |
| Вправа з скакалкою | Катерина Серебрянська (UKR) | Єва Серрано (FRA)                                                                        | Яніна Батиршина (RUS)       |
| Вправа з стрічкою  | Яніна Батиршина (RUS)       | Марія Пангалу (GRE) Єва Серрано (FRA) Катерина Серебрянська (UKR) Олена Вітриченко (UKR) | Ніхто не нагороджено        |

## Медалісти (групові вправи), сеньйори
| Дисципліна          | Золото         | Срібло          | Бронза               |
| Групові вправи      | Групові вправи | Групові вправи  | Групові вправи       |
| ------------------- | -------------- | --------------- | -------------------- |
| Групова першість    | Росія          | Греція          | Україна              |
| 5 м'ячів            | Росія          | Іспанія Україна | Ніхто не нагороджено |
| 3 м'ячі + 2 стрічки | Білорусь       | Болгарія        | Іспанія              |

## Медалісти (групові вправи), юніори
| Дисципліна     | Золото         | Срібло         | Бронза         |
| Групові вправи | Групові вправи | Групові вправи | Групові вправи |
| -------------- | -------------- | -------------- | -------------- |
| 12 булав       | Греція         | Білорусь       | Росія          |

## Медальний залік
| Місце               | Країна              | Золото | Срібло | Бронза | Загалом |
| ------------------- | ------------------- | ------ | ------ | ------ | ------- |
| 1                   | Росія (RUS)         | 4      | 1      | 1      | 6       |
| 2                   | Україна (UKR)       | 3      | 4      | 2      | 9       |
| 3                   | Білорусь (BLR)      | 1      | 3      | 0      | 4       |
| 4                   | Греція (GRE)        | 0      | 3      | 0      | 3       |
| 5                   | Франція (FRA)       | 0      | 2      | 0      | 2       |
| 6                   | Іспанія (ESP)       | 0      | 1      | 1      | 2       |
| 7                   | Болгарія (BUL)      | 0      | 1      | 0      | 1       |
| Загалом (7 збірних) | Загалом (7 збірних) | 8      | 15     | 4      | 27      |